# 逯军
逯军（1958年—），男，汉族，原籍山东莘县。曾任中华人民共和国河南省郑州市城市规划局副局长、党委委员。因质问记者“替党说话还是替老百姓说话”而被免职后，复出担任河南煤炭建设工程质量监督中心站法定代表人。

## 简历
逯军于1974年12月加入中国人民解放军，服役期间加入中国共产党，1980年3月退出现役。退役后于1980年3月至1987年1月担任郑州市公安局政治部组干科干事、秘书科副科长、副处级侦察员。此后，升任中共郑州市委办公厅第一秘科副科长、第三秘科科长。1989年6月调任中共郑州市委办公厅第二秘处副处长、综合信息处副处长。1993年1月升任中共郑州市机要局局长、市委办公厅机要处处长。1995年11月调任中共郑州市委办公厅副主任，在任职时，于1996年至1998年11月在中国社会科学院研究生院攻读经济学专业。1999年7月调任郑州市城市规划管理局副局长、党组成员。2002年6月调任郑州市城市规划局副局长。2003年4月在党内兼任郑州市规划勘测设计研究院党总支书记。2005年6月在党内升任郑州市城市规划局党委委员。

## “替谁说话”事件
河南郑州市须水镇西岗村原本被划拨为建设经济适用房的41.761亩土地，被开发商河南天荣置业有限公司建起了12幢连体别墅和两幢楼中楼。当地村民向有关部门反映了情况后，许多部门都很热情，唯独郑州市规划局态度极为冷淡。2009年6月17日，中央人民广播电台中国之声记者闻讯后，采访郑州市规划局副局长逯军，询问经济适用房土地建别墅事件。逯军的第一句话是：“你们广播电台管这闲事干什么？”。当记者要求其对信访处理意见进行解释时，逯军质问记者道：
|  | 你是准备替党说话，还是准备替老百姓说话？ |

此番言论引起各方舆论的讨论。

### 各界反应
- 2009年6月18日，郑州市城市规划局办公室一位负责人称“报道与实际情况是不相符的，不过我们局里会在最快的时间给媒体一个答复。 ”[2]
- 郑州市委组织部官员认为，逯军此言属个人言行，组织部也管不了，国家也是规定言论自由。[3]
- 复旦大学社会学教授于海认为，“替谁说话”的问题，真实反映出部分官员心里只有部门甚至个人私利的想法。[4]
- “更像是逯局长的真情流露，……他的话隐含着一个赤裸裸的权力逻辑，潜台词并非要求记者‘替党说话’，而是要求记者‘替他说话’。”——《扬子晚报》[5]
- “逯副局长是在拿党和政府当自己的挡箭牌，是在‘逼迫’党和政府替他的不当行为背黑锅。”——人民网[6]
- 2009年6月19日，《人民日报》发表评论《“替谁说话”与“为谁执政”》，质问当事人：“为何如此缺乏党性修养”。[7][8][註 1]
- 2009年6月20日，逯军仍在正常上班，未就先前的不当言论作出表态。[9]
- 2009年6月20日，市纪委介入调查。[10]
- 2009年6月22日，郑州市人民政府新闻办公室发布消息称，逯军已被停职，接受调查。[11]
- 2009年6月24日，大河网发表评论员文章，深刻探讨近来的“逯军不当言论”及刚刚平息的“石首事件”，揭示集体腐败现象，开创性的发出“肃党刻不容缓！”的呼声。[12]
- 2009年6月30日，郑州市监察局透露,对于逯军的调查,联合调查组已分成两个专案组。一组调查经济适用房地建别墅问题，另一组调查逯军个人本身全部问题，包括其在郑州市政府网站上的标准照是否经过PS。[13]
- 2011年3月，中央电视台记者采访中共郑州市委组织部副部长张亮，张亮证实郑州市规划局的逯军已于2010年3月份就恢复工作，还在原单位，分管后勤，职务不变。[14]